# Proryv
Proryv (russisk: Прорыв) er en sovjetisk spillefilm fra 1986 af Dmitrij Svetozarov.

## Medvirkende
- Oleg Borisov — Boris Saveljevitj Poluektov
- Andrej Rostotskij — Martynov
- Jurij Demitj
- Mikhail Danilov — Martjuk
- Aleksandr Susnin — Osmjorkin